# كارول باور
كارول باور (بالإنجليزية: Carol Bower)‏ هي مجدفة أمريكية، ولدت في 9 يونيو 1956 في ريفرسايد في الولايات المتحدة.

## وصلات خارجية
- كارول باور على موقع الاتحاد الدولي للتجديف (الإنجليزية)
- كارول باور على موقع اللجنة الأولمبية الدولية (الإنجليزية)
- كارول باور على موقع أوليمبيديا (الإنجليزية)